# Seimas del popolo
Il Seimas del popolo (in lituano Liaudies Seimas) fu una legislatura fantoccio organizzata per dare legittimità all'occupazione e all'annessione della Lituania da parte dell'Unione Sovietica. Dopo l'ultimatum sovietico nel giugno del 1940 venne formato un governo filo-sovietico, noto come governo popolare. Il nuovo governo depose il Quarto Seimas e annunciò elezioni per il Seimas del popolo. 
Le elezioni, che secondo alcune fonti furono manipolate, ebbero come risultato una camera composta interamente da comunisti e da loro simpatizzanti. Il nuovo parlamento adottò in concordanza una soluzione: proclamare la Repubblica Socialista Sovietica Lituana, la quale presentò la richiesta di ammissione come repubblica federata all'Unione Sovietica. Il Soviet supremo dell'Unione Sovietica accettò la richiesta lituana il 3 agosto 1940. Il 25 agosto dello stesso anno il Seimas del Popolo adottò una nuova costituzione, copia pressoché identica di quella sovietica del 1936, e venne ribattezzato Soviet Supremo della Repubblica Socialista Sovietica Lituana.
Secondo fonti lituane e occidentali, questi eventi furono solo una copertura, mirata a dare un'apparente legittimità costituzionale alla forzata occupazione sovietica. Quando la Lituania dichiarò la sua indipendenza nel 1990, essa sostenne che nel suo caso non vi fosse alcuna necessità di seguire il processo di secessione dall'Unione Sovietica delineato nella costituzione sovietica, in quanto le azioni dei Seimas del Popolo (e quindi anche l'intero processo di annessione) avevano violato il diritto lituano e quello internazionale. Pertanto la Lituania si limitò a riaffermare un'indipendenza che legalmente era sempre esistita. 
Secondo voci sovietiche e russe, l'elezione dei Seimas del popolo segnò invece il culmine di una rivoluzione socialista, rivoluzione che il popolo lituano aveva realizzato indipendentemente dall'influenza di Mosca. Quindi, secondo la linea sovietica, il Seimas del popolo, così come le legislature elette in circostanze analoghe in Estonia e Lettonia, avevano rappresentato a tutti gli effetti la legittima volontà del popolo lituano di unirsi all'Unione Sovietica.

## Antefatti
Con il Trattato di Confine e Amicizia tedesco-sovietico (secondo protocollo aggiuntivo del Patto Molotov-Ribbentrop), la Lituania fu assegnata alla sfera di influenza sovietica. Quasi immediatamente i diplomatici lituani furono invitati a Mosca per i negoziati. I sovietici proposero il Trattato di mutua assistenza sovietico-lituano: la Lituania avrebbe ricevuto una parte della regione di Vilnius in cambio di basi sovietiche all'interno della Lituania. Patti analoghi erano già stati firmati con la Lettonia e l'Estonia. La Finlandia, al contrario, aveva respinto una proposta dello stesso genere, per cui i sovietici iniziarono contro di essa la Guerra d'inverno, che ritardò l'occupazione degli Stati baltici. Al termine della Guerra d'Inverno, mentre la Germania stava ormai vincendo la Battaglia di Francia, i sovietici intensificarono la loro propaganda, accusando la Lituania di rapire i suoi soldati dalle basi in Lituania e di cospirare con la Lettonia e l'Estonia contro l'Unione Sovietica. Il 14 giugno 1940 l'Unione Sovietica diede un ultimatum alla Lituania, chiedendole di formare un nuovo governo filo-sovietico e di permettere ad un numero imprecisato di soldati dell'Armata Rossa di entrare nel territorio lituano.
La Lituania accettò l'ultimatum e il 15 giugno l'Armata Rossa entrò in Lituania senza opposizione. Il commissario del popolo per gli affari esteri Vladimir Dekanozov si recò in Lituania per supervisionarne il processo di annessione.
Il presidente lituano Antanas Smetona, anticomunista e nazionalista autoritario, si oppose all'occupazione e fuggì dal paese per protesta. Prima della sua partenza consegnò ad interim la carica di presidente al Primo ministro Antanas Merkys, che era il primo nella linea di successione secondo la costituzione del 1938. Il 16 giugno Merkys annunciò in una trasmissione radiofonica di aver deposto Smetona e di essere ora presidente a pieno titolo.
Merkys nominò un nuovo governo filo-sovietico, che era guidato dal giornalista di sinistra Justas Paleckis e che in seguito divenne noto come governo popolare. Merkys si dimise due giorni dopo per volere dei sovietici, lasciando a Paleckis la carica di presidente, mentre lo scrittore Vincas Krėvė-Mickevičius divenne il nuovo Primo ministro. A tutti gli effetti, la Lituania aveva perso la sua indipendenza.
La posizione ufficiale assunta nel 1990 della Lituania è che l'usurpazione della presidenza da parte di Merkys fosse illegale e incostituzionale, dal momento che Smetona non si era mai dimesso. Pertanto la Lituania sostiene che tutte le azioni successive, che hanno portato all'annessione sovietica, sono state ipso facto nulle.
Il 27 giugno 1940 Paleckis sciolse il Quarto Seimas della Lituania, facendo nuovamente riferimento alla Costituzione del 1938.

## Elezioni
Il 1º luglio 1940 il governo di Paleckis annunciò le elezioni per un nuovo parlamento, il Seimas del popolo, da tenersi il successivo 14 luglio. Il Partito Comunista della Lituania, che contava 1500 membri, emerse dalla clandestinità dopo l'invasione sovietica. Poco dopo il governo annunciò la formazione dell'Unione dei lavoratori della Lituania, apparentemente un fronte popolare. Agli elettori fu presentata una sola lista di candidati, fra i quali alcuni non comunisti: quella dell'Unione dei lavoratori. Nessun'altra lista fu autorizzata a partecipare alle elezioni. Tra l'11 e 12 luglio le autorità sovietiche limitarono la possibilità di opposizione arrestando le figure di spicco del vecchio regime e deportandone alcune all'interno dell'Unione Sovietica, nonostante la Lituania fosse ancora formalmente uno stato indipendente. Le elezioni si protrassero fino al 15 luglio e ogni elettore dovette far timbrare il proprio passaporto dopo aver votato. Secondo i risultati ufficiali l'affluenza alle urne raggiunse il 95%. La maggior parte dei documenti elettorali originali vennero distrutti: quelli che si sono conservati mostrano che l'affluenza fu effettivamente alta, ma anche che molti voti non erano validi (schede mancanti, distrutte, bianche o contrassegnate con slogan antisovietici). La lista dell'Unione dei lavoratori ricevette oltre il 99% dei voti, un totale che venne annunciato anche prima della chiusura degli scrutini, classico segnale di massicci brogli elettorali.

## Annessione
Il Seimas del Popolo si riunì il 21 luglio 1940. Il suo unico ordine del giorno fu una risoluzione che istituiva la Repubblica Socialista Sovietica Lituana e che chiedeva all'Unione Sovietica di ammettere la Lituania nell'Unione: la risoluzione venne approvata per acclamazione. Venti rappresentanti dovevano consegnare la dichiarazione al Soviet Supremo dell'Unione Sovietica: il presidente ad interim Justas Paleckis, il ministro dell'interno Mečys Gedvilas, il ministro dell'agricoltura Matas Mickis, il ministro della pubblica istruzione Antanas Venclova, il ministro della difesa e il comandante dell'esercito Vincas Vitkauskas, l'ex sacerdote e ispettore capo controllo Liudas Adomauskas, il presidente dei sindacati Motiejus Šumauskas, gli attivisti del partito comunista Karolis Didžiulis-Grosmanas e Icikas Meskupas-Adomas, gli scrittori Liudas Gira e Petras Cvirka, la poetessa Salomėja Nëris, il sindaco di Palanga Stasė Vaineikienė, il soldato Viktoras Ditkevičius, gli agricoltori Juozas Demskis e Birutė Abdulskaitė e gli operai Kazys e Pranas Petrauskas, Pranas Zibertas e Marija Kutraitė. Ogni membro della delegazione ricevette per la sua firma 5000 litas, una somma ai tempi considerevole.
L'Unione Sovietica approvò la risoluzione lituana il 3 agosto e il Seimas popolare si dichiarò il Soviet supremo provvisorio della Repubblica Socialista Sovietica Lituana.